# Репортёр (роман)
«Репортёр» — роман Юлиана Семёнова, впервые опубликованный в 1987 году. Четвёртая книга в цикле о полковнике Костенко.

## Сюжет
Хотя формально роман относится к пенталогии о полковнике милиции Владиславе Костенко, главный герой не он, а журналист Иван Варравин, разоблачающий подпольный синдикат дельцов от искусства, одновременно являющихся активистами зарождающегося русского националистического движения и агрессивными антисемитами. Кроме того, значительное место в романе занимают две излюбленные темы Семёнова — власовцы и возможность частного предпринимательства при социализме. Быстро написанный по горячим следам актуальных политических событий роман не имел обычного для книг Семёнова успеха.

## Критика
Сергей Чупринин называет роман «занимательным», отмечает живость сцен и выразительность персонажей. Однако, он не даёт роману высокую оценку, поскольку тот эксплуатирует образ внешнего врага вместо изображения противоборствующих сторон «в честном споре».